# Viet Cong
Viet Cong (in lingua vietnamita Việt Cộng) era la denominazione comunemente utilizzata in particolare nel blocco occidentale per indicare il gruppo armato di resistenza vietnamita contro il regime filostatunitense del Vietnam del Sud che ebbe un ruolo fondamentale durante la guerra del Vietnam.

## Etimologia storica
Il termine è un'abbreviazione di comunista del Vietnam, in virtù del fatto che il Partito Rivoluzionario Popolare del Vietnam era la più importante componente della resistenza. Il termine, con connotazione spregiativa, apparve sui giornali di Saigon agli inizi del 1956 ed è una contrazione del termine Việt Nam Cộng-sản o Việt gian cộng sản. La prima citazione per "Vietcong" risale al 1957. I soldati statunitensi si riferivano ai Vietcong utilizzando la parola Victor Charlie o V-C.
Ufficialmente le forze guerrigliere combattenti durante il conflitto indocinese erano denominate Forze armate popolari di liberazione del Vietnam del Sud; in vietnamita: Quân Giải phóng miền Nam Việt Nam. I combattenti viet cong dipendevano organicamente dalla dirigenza del Fronte di Liberazione Nazionale del Vietnam del Sud (Mặt trận Dân tộc giải phóng miền Nam Việt Nam) che guidava politicamente e militarmente la lotta contro gli statunitensi e gli nguy ("fantocci", la denominazione spregiativa per indicare i vietnamiti del Sud fedeli al regime filo-statunitense); i capi militari più importanti, peraltro erano esperti e determinati alti ufficiali inviati dal Vietnam del Nord.
Essi combatterono per quasi venti anni con successo gli statunitensi e i collaborazionisti sudvietnamiti e rimasero una forza militare importante fino alla fine della guerra nel 1975 quando il Fronte di Liberazione Nazionale, divenuto nel 1969 Governo Rivoluzionario Provvisorio del Vietnam del Sud, confluì nel nuovo stato del Vietnam comunista riunificato.

## Il Fronte di liberazione nazionale
Il Fronte di Liberazione Nazionale del Vietnam del sud era la componente fondamentale del movimento di resistenza (in vietnamita: Khang Chien) contro il regime collaborazionista del Vietnam del Sud; esso comprendeva importanti correnti nazionaliste e vi confluivano diverse componenti ideologico-politiche, sia comuniste, sia non comuniste. Oltre ai comunisti del Lao Dong ("partito dei lavoratori"), altri due partiti facevano parte del Fronte, il Partito Democratico del Vietnam e il Partito Socialista del Vietnam; inoltre erano presenti anche rappresentanti di alcune sette religiose perseguitate dal regime e di minoranze etniche, tra cui alcune tribù dei territori montuosi del Vietnam centrale.
Il Fronte venne costituito ufficialmente il 20 dicembre 1960, a partire dal nucleo centrale formato dagli elementi ancora presenti al sud dell'organizzazione Viet Minh che aveva diretto e vinto la guerra d'indipendenza contro la Francia. I vietminh ancora attivi al momento dell'inizio dell'attività di resistenza, erano circa 10.000 che costituirono subito l'elemento più solido e affidabile del movimento. In realtà il movimento di resistenza contro il regime dittatoriale e reazionario filo-statunitense di Ngô Đình Diệm aveva avuto inizio ancor prima, nel 1957, dopo la decisione della dirigenza di Hanoi, su impulso principalmente di Lê Duẩn, di riprendere la lotta rivoluzionaria contro il governo di Saigon soprattutto nelle aree del delta del Mekong.

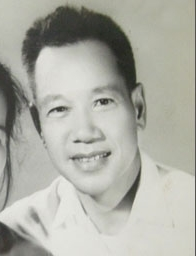
Il generale Trần Văn Trà, comandante militare dei Viet Cong per la maggior parte della guerra del Vietnam

Nel corso del 1957 i guerriglieri filo-comunisti uccisero oltre 400 funzionari governativi e iniziarono a minare l'autorità del governo di Diệm in molte aree contadine. Ulteriori direttive del governo di Hanoi vennero inviate nel 1959 per intensificare la "lotta armata" nel Vietnam del Sud allo scopo di indebolire politicamente il regime di Diệm. Gli attacchi e gli attentati terroristici ebbero un forte aumento e i funzionari governativi uccisi passarono dai 1.200 del 1958 ai 4 000 del 1960. Nel dicembre 1960 infine venne deciso di creare un organismo politico-militare centralizzato per dirigere il crescente movimento di resistenza e venne costituito il Fronte di Liberazione Nazionale.
Gli obiettivi del Fronte di Liberazione erano l'indipendenza, la sconfitta del regime di Ngo Dinh Diem e dei suoi successori, la realizzazione di un governo che ricostruisse su basi democratiche il Vietnam del Sud sia sul piano politico che su quello economico/sociale, prima della riunificazione pacifica con il Vietnam del Nord. Questi obiettivi furono esposti dettagliatamente nel manifesto del Fronte redatto nel 1960. La bandiera del Fronte di liberazione si rifaceva a quella del Vietnam del Nord con due bande orizzontali rossa, superiore, e blu, inferiore, e al centro una stella a cinque punte gialla.

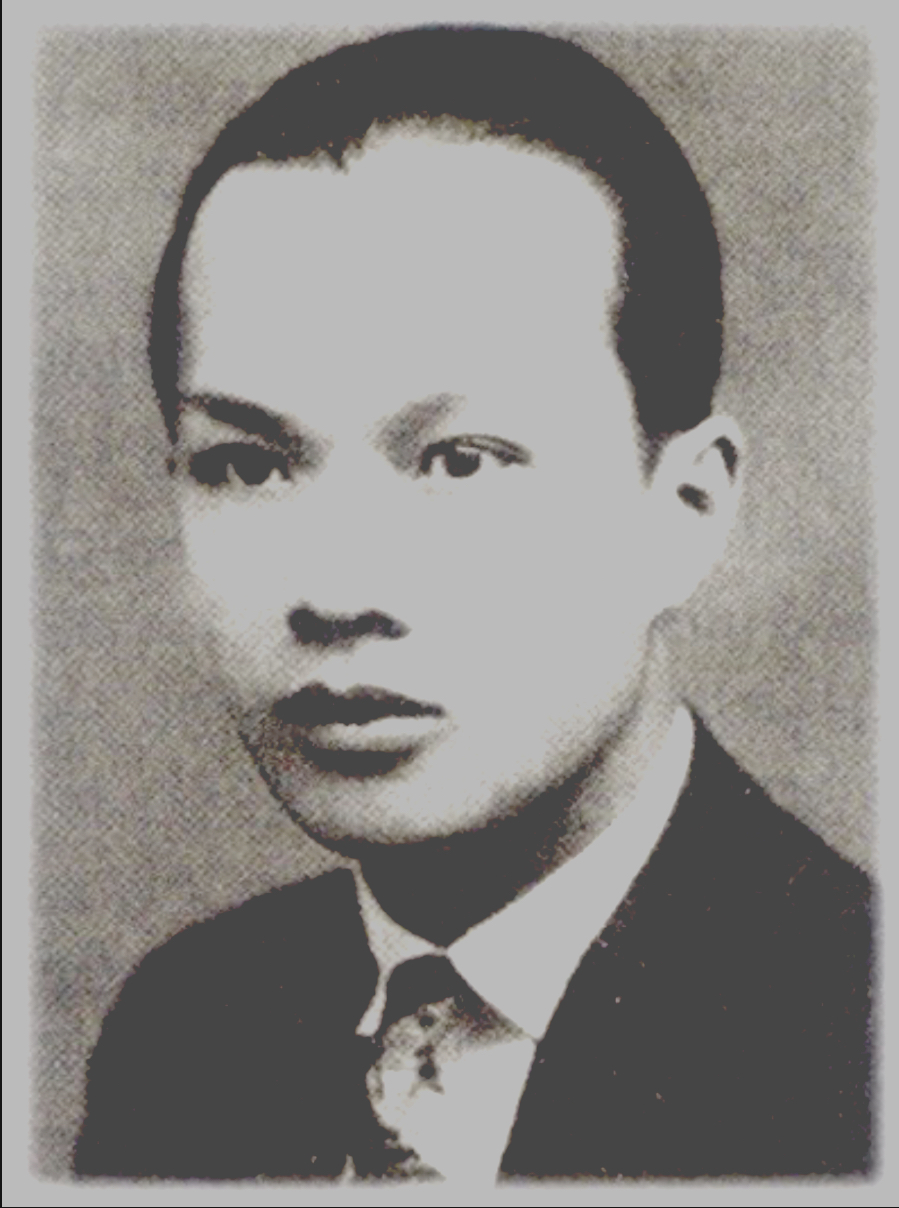
Nguyễn Hữu Thọ, ufficialmente il presidente del Fronte di Liberazione Nazionale.

I Viet Cong erano in pratica i combattenti militari del Fronte di liberazione nazionale del Vietnam. Le forze combattenti, denominate globalmente "Forze popolari di liberazione del Vietnam del Sud" erano formate da due componenti distinte: le unità irregolari, costituite da volontari dei villaggi, le quali si dedicavano soprattutto alla raccolta di informazioni, al sabotaggio e alla raccolta dei rifornimenti, mentre le formazioni regolari, organizzate su base regionale, le quali erano inquadrate militarmente e ben armate, effettuavano gli attacchi e le azioni militari principali, essendo in grado di contrastare le unità dell'esercito del Vietnam del Sud ed anche le truppe statunitensi. Le unità regolari crebbero numericamente in maniera costante nel corso dei primi anni: nel 1965 i guerriglieri effettivamente combattenti erano circa 50.000-80.000.
Durante la guerra il Fronte di Liberazione ricevette il supporto politico e militare costante dalla Repubblica del Vietnam del Nord e godeva del vasto consenso popolare; all'interno del Vietnam del Sud, infatti, buona parte della popolazione, in particolare nelle campagne, sosteneva le posizioni e le istanze del movimento di resistenza.
Nguyễn Hữu Thọ, un politico non comunista, era ufficialmente il presidente del Fronte di Liberazione Nazionale, mentre la signora Nguyễn Thị Bình, a cui erano affidati i rapporti con l'estero, esercitava un importante ruolo propagandistico di fronte all'opinione pubblica mondiale. Il principale capo militare del Viet Cong era in realtà il generale Trần Văn Trà; quest'ultimo fu il responsabile militare per la maggior parte della guerra del cosiddetto "Ufficio centrale per il Vietnam del Sud", conosciuto nella terminologia burocratica statunitense come il COSVN, ufficialmente Trung ương Cục miền Nam.
Trần Văn Trà era il rappresentante sul campo del Vietnam del Nord: egli dirigeva le operazioni principali della resistenza e seguiva le direttive impartiti dalla Commissione militare del Comitato centrale del Partito Comunista del Vietnam del Nord. Trần Văn Trà mantenne la direzione delle forze combattenti del Fronte dal 1963 al 1967 e di nuovo dal 1973 fino alla fine della guerra nel 1975, mentre dal 1967 al 1973 il capo militare fu il generale Hoàng Văn Thái; altri capi politico-militari importanti dei Viet Cong furono nel corso degli anni il generale Nguyễn Chí Thanh che dal 1964 al 1967 fu in realtà il responsabile politico-militare del COSV direttamente collegato con il partito comunista di Hanoi e quindi ancor più importante di Trần Văn Trà, e Trần Độ, vice-comandante militare del COSVN.
Le relazioni fra i Viet Cong e il governo di Hanoi furono molto controverse durante la guerra del Vietnam. I portavoce comunisti e coloro che erano contro la guerra affermavano che i Viet Cong erano una resistenza totalmente originata dal Vietnam del Sud. Gli anticomunisti invece consideravano i Viet Cong come una mera emanazione di Hanoi. Numerose comunicazioni di dirigenti comunisti negli anni Ottanta e Novanta hanno confermato lo stretto controllo di Hanoi sulle forze comuniste del sud. Dopo la fine del conflitto i rapporti tra il Governo rivoluzionario provvisorio, organizzato dal Fronte, e il Vietnam del Nord mutarono completamente e i dirigenti comunisti di Hanoi assunsero il completo controllo diretto dell'intero paese.

## Governo rivoluzionario provvisorio
Il Governo Rivoluzionario Provvisorio del Vietnam del Sud (GRP) venne fondato l'8 giugno 1969, come struttura politico-amministrativa in grado di esercitare il potere nel territorio liberato del Vietnam del Sud. I componenti del Governo provvisorio, guidati dal presidente Nguyễn Hữu Thọ e dal primo ministro Huỳnh Tấn Phát, in seguito avrebbero preso parte, peraltro con un ruolo secondario rispetto ai rappresentanti del Vietnam del Nord, alle trattative di pace. Il Governo provvisorio era stato fondato durante il periodo trascorso nella giungla dai capi della resistenza del Fronte di Liberazione Nazionale e del cosiddetto Ufficio centrale comunista in Vietnam del Sud (identificato dagli statunitensi con la sigla COSVN, Central Office for South Vietnam).
Dopo la fine della guerra il Governo Rivoluzionario Provvisorio venne considerato un intralcio da parte della dirigenza comunista del Vietnam del Nord; la futura vita politica del Vietnam del Sud venne decisa solamente dai capi nord-vietnamiti (che quindi furono in pratica i veri vincitori della guerra), infatti si passò direttamente ad una riunificazione forzata del Vietnam, in cui il Governo provvisorio poteva avere solo un'utilità propagandistica.

## Descrizione
(Commento di ufficiali statunitensi durante la guerra del Vietnam riferito ai viet cong e alle loro capacità di combattimento)
In un suo saggio del 1967 Noam Chomsky riporta documenti del FNL che «mettono in evidenza la differenza tra la superiorità militare del nemico e la superiorità politica del Fronte» e che il compromesso tra queste due forze non trova molto seguito. Gli Stati Uniti, con la loro superiorità da un punto di vista militare, «con la loro sollecitudine per i diritti del debole e dell'oppresso e con la loro particolarissima capacità di intuire le vie più adatte allo sviluppo dei paesi arretrati, devono avere il coraggio e la pervicacia di imporre con la forza la loro volontà» e, conclude sarcasticamente Chomsky citando e ampliando un ragionamento di Adlai Stevenson, che anche il genocidio sarebbe giustificato in Vietnam se questo fosse «il prezzo da pagare per difendere la libertà e i diritti umani».

### Composizione
Reclutati tra i contadini poveri del Vietnam del Sud e guidati da capi prevalentemente legati al comunismo del Vietnam del Nord, i vietcong si dimostrarono, nonostante la limitatezza di mezzi e le dure condizioni di vita sul terreno, combattenti disciplinati, aggressivi, resistenti e straordinariamente abili nella guerriglia che mise in grande difficoltà il regime del Vietnam del Sud, costringendo gli Stati Uniti ad un massiccio e infruttuoso intervento militare per evitare il crollo del governo collaborazionista.

### Le attività
Le formazioni combattenti del Fronte di Liberazione Nazionale erano le cosiddette "Forze armate popolari di liberazione del Vietnam del Sud" (Quân Giải phóng miền Nam Việt Nam); i nemici che dovevano affrontare erano costituite dall'esercito regolare del Vietnam del Sud, addestrato ed equipaggiato dagli Stati Uniti e, a partire dal 1965, le modernissime forze terrestri statunitensi del MACV, rinforzate da potenti forze aeree e navali; oltre a questi avversari concreti, i viet cong dovevano anche sopravvivere nell'ambiente ostile della giungla, secondo alcuni il nemico più pericoloso sul piano militare non era tanto rappresentato dagli eserciti nemici, quanto dal sopportare gli enormi disagi causati dalla giungla.

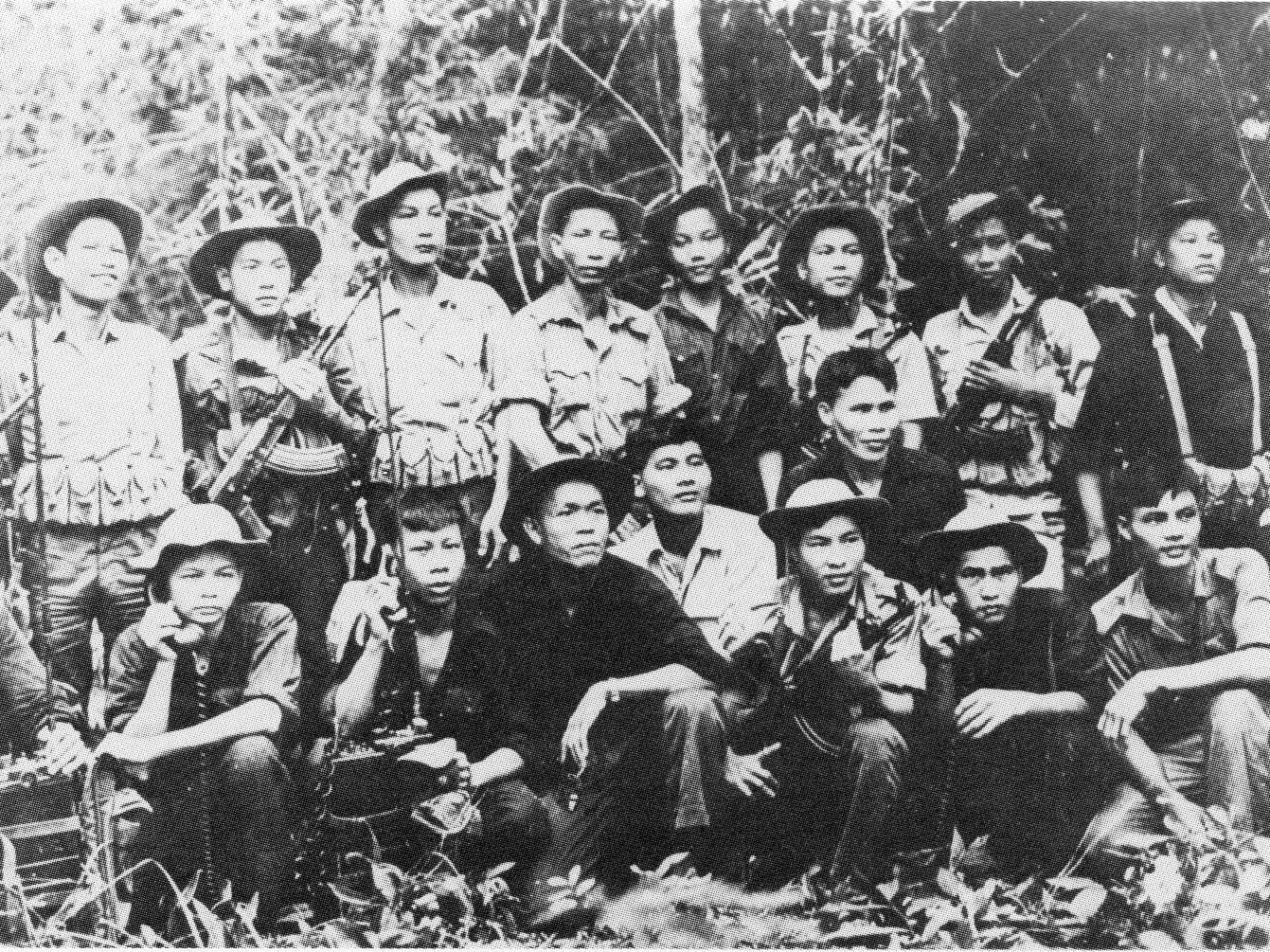
Un gruppo di guerriglieri Viet Cong.

Chiunque prendesse parte alla lotta per la resistenza perdeva il contatto diretto con i familiari (venendo così a mancare anche un sostegno morale), in alcuni casi i guerriglieri rividero i propri familiari solamente dopo la fine della guerra, mentre generalmente i guerriglieri che provenivano dalle campagne riuscivano a vedere i propri familiari in occasione della concessione delle licenze, recandosi loro stessi nelle campagne. Per quanto riguardava i guerriglieri che provenivano dalle città il discorso era molto più complicato, infatti spesso in questi casi erano le famiglie a venire nella giungla (a volte queste visite si rivelarono drammatiche).
C'è da dire infine che buona parte dei combattenti vietcong non aveva forti motivazioni ideologiche e politiche, infatti erano in molti che entravano a far parte della guerriglia solo per motivi strettamente personali, per migliorare le condizioni di vita proprie e dei familiari. In alcuni casi i combattenti si schieravano nelle file dei vietcong per vendicarsi della distruzione dei propri villaggi da parte delle forze filo-statunitensi. Per questo motivo alcuni ritenevano che i vietcong talvolta inducessero gli statunitensi ad attaccare un villaggio; dopo aver subito attacchi ai loro avamposti, gli statunitensi in alcuni casi effettuavano violenti rastrellamenti di rappresaglia contro qualche particolare villaggio nella zona, accentuando l'odio e il risentimento delle popolazioni contadine locali.
Vivere nella giungla rappresentava per i vietcong un vero problema. Infatti alcune delle maggiori preoccupazioni in ambito militare del conflitto derivavano dal vivere nella giungla: «nella giungla il primo nemico non erano gli americani o gli nguy ("fantocci", termine con cui indicavano il governo di Saigon e le sue truppe), ma la malaria, che pochissimi riuscivano ad evitare» (Truong Nhu Tang: 2008). Infatti i bombardamenti dei B-52, seppur arrecassero danni di certo non trascurabili, tra il 1968 e il 1970 non uccisero nessun capo civile o militare. I principali problemi erano rappresentati dalla malnutrizione e dalle malattie, quali ad esempio la succitata malaria, la diarrea o la dissenteria.
Per quanto riguarda la nutrizione, le razioni giornaliere comprendevano pochi grammi di riso, acqua, e assoluta mancanza di carne, quindi la nutrizione garantita dalle razioni era carente sia dal punto di vista della quantità che della qualità. Per colmare questa mancanza molti guerriglieri cercarono, qualora gli eventi glielo consentissero, di allevare polli o maiali, in altri casi la malnutrizione porterà i guerriglieri a cercare cibo nella giungla, e quindi a cacciare (e mangiare) animali esotici come elefanti o leopardi. Nei casi più fortunati arrivava qualche rifornimento speciale dalla Cambogia.
Anche la presenza dei serpenti velenosi, al cui morso i vietcong erano particolarmente esposti per via delle calzature leggere, rappresentava un grave problema. Il rettile più letale era il "cham guap" (Bungaro fasciato): il suo veleno era quasi istantaneo richiedendo così ottimo tempismo nell'applicazione dell'antidoto.

### L'armamento

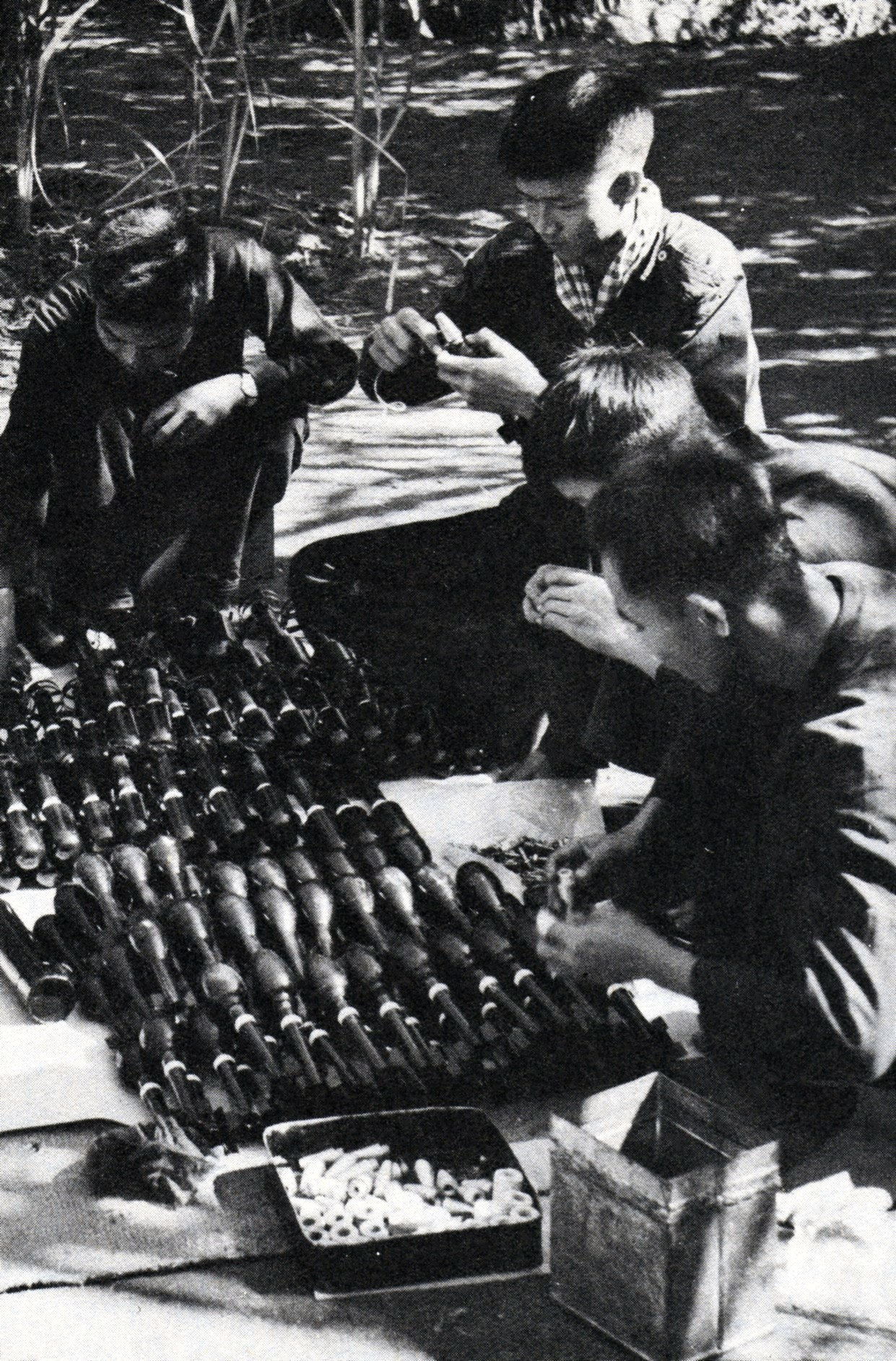
Combattenti viet cong preparano le armi per la guerriglia.

Il movimento di resistenza Viet Cong non disponeva degli armamenti moderni in grado di competere alla pari con gli arsenali delle forze armate statunitensi e dell'esercito regolare del Vietnam del Sud che era abbondantemente rifornito dagli Stati Uniti.
Le armi e i rifornimenti per il Viet Cong arrivavano attraverso canali clandestini, passando per il territorio della Cambogia e del Laos; le armi e gli equipaggiamenti provenivano dalla Cina e dall'Unione Sovietica che rifornivano il Vietnam del Nord che a sua volta trasferiva a sud i materiali soprattutto attraverso il famoso "sentiero di Ho Chi Minh". Inoltre i Viet Cong utilizzavano armi ed equipaggiamenti sottratti al nemico; in particolare i reparti dell'esercito del Vietnam del Sud non mostravano grande combattività e soprattutto nei primi anni della guerra subirono continue sconfitte con perdita di grandi quantità di armamenti che finivano in buona parte in mano alle formazioni del Fronte di liberazione. La corruzione presente all'interno dell'esercito di Saigon inoltre favoriva transazioni illegali con vendita di armamenti delle forze regolari ai combattenti della resistenza; esisteva un commercio molto attivo fra i guerriglieri e alcuni degli ufficiali di più alto grado dell'esercito del Vietnam del Sud.
Comunque l'arsenale di armi ed equipaggiamenti dei Viet Cong rimase sempre limitato in confronto con i modernissimi armamenti del nemico, ma nonostante questa evidente inferiorità, i combattenti mostrarono sempre elevato morale, forte determinazione e grande ingegnosità riuscendo a superare le loro apparentemente incolmabili lacune dal punto di vista militare convenzionale.
In molti casi i guerriglieri si armavano alla meglio, recuperando anche munizioni e armi tra i caduti nemici. I guerriglieri inoltre avevano anche dei veri e propri laboratori per il recupero delle bombe inesplose. I guerriglieri usavano anche armi non convenzionali, in particolare trappole di varia natura. Oltre alle semplici mine (talvolta realizzate usando granate inesplose) realizzavano trappole con il bambù che si azionavano a scatto e trafiggevano il corpo dei malcapitati. Per evitare che gli stessi guerriglieri Viet Cong cadessero in queste trappole, le zone infestate con congegni nascosti venivano segnalate con opportuni mezzi di riconoscimento, diversificati nei vari territori e non facilmente identificabili e comprensibili per le truppe nemiche.

### Le tattiche
Per quanto riguarda gli scontri militari con l'esercito di Saigon e gli statunitensi, era sentito tra le file dei vietcong il problema delle incursioni aeree, del fuoco d'artiglieria e delle azioni nemiche con elicotteri. Inizialmente i guerriglieri si trovarono in difficoltà; i rudimentali ricoveri crollavano facilmente anche per l'esplosione di una bomba ad un chilometro di distanza mentre le massicce operazioni di ricerca e distruzione statunitensi, supportate da mezzi aerei e un gran numero di elicotteri, causavano forti perdite non tanto negli scontri diretti ravvicinati quanto per l'effetto devastante del fuoco dell'artiglieria e dei bombardamenti aerei nelle cosiddette "zone di fuoco libero".

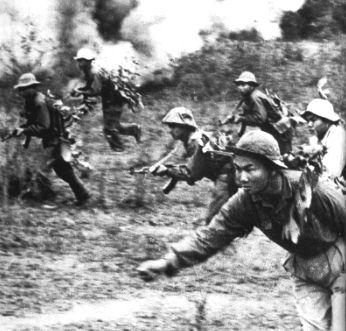
Un tipico attacco in massa viet cong.

I viet cong seppero far fronte a queste difficoltà; i guerriglieri rafforzarono i loro rifugi, costruirono complesse reti sotterranee e si addestrarono intensamente a colpire gli elicotteri che alla lunga si dimostrarono molto vulnerabili. I viet cong inoltre applicarono la tattica che loro denominavano "afferrare il nemico per la cintura"; i combattenti del Fronte ricercavano costantemente il combattimento ravvicinato per limitare la possibilità di intervento degli aerei e dell'artiglieria nemica timorose di colpire i propri reparti, e infliggere perdite agli statunitensi e ai sudvietnmiti con attacchi rapidi e improvvisi in cui le armi individuali automatiche dei guerriglieri avrebbero potuto far valere la loro potenza di fuoco a breve distanza. Equipaggiati prevalentemente con fucili d'assalto AK-47, mitragliatrici, bombe a mano, mortai, cannoni senza rinculo e lanciarazzi, i viet cong non erano in inferiorità nei confronti dei reparti statunitensi se riuscivano a combattere brevi scontri a distanza ravvicinata sfruttando l'effetto sorpresa e la migliore conoscenza del terreno.

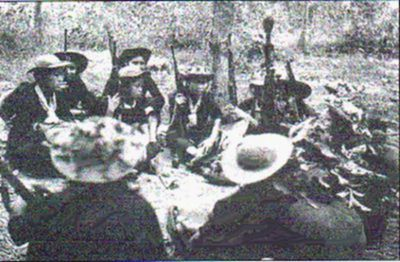
Riunione di pianificazione di un gruppo di viet cong.

Dal punto di vista tattico i guerriglieri preferivano sferrare piccoli attacchi soprattutto di notte, contro reparti isolati e ignari del nemico, seguiti da rapide ritirate per evitare le devastanti reazioni della potenza di fuoco statunitense. Nel corso di questi attacchi a sorpresa i viet cong dimostravano regolarmente estrema determinazione e grande aggressività senza concedere alcuna pietà al nemico; di regola essi cercavano di uccidere il maggior numero di statunitensi possibile contando che l'aumento delle perdite avrebbe alla lungo scosso il morale e la coesione dei nemici. L'obiettivo dei viet cong non era infatti la conquista del territorio che sarebbe stato del resto impossibile difendere contro le schiaccianti forze avversarie, ma infliggere continui scacchi locali e perdite agli statunitensi e ai sudvietnamiti. I viet cong in pratica combattevano la cosiddetta "guerra della pulce" o della "tigre e l'elefante", il pachiderma rappresentava il nemico e sarebbe stato lentamente dissanguato dalle numerose, piccole ferite inflittegli.

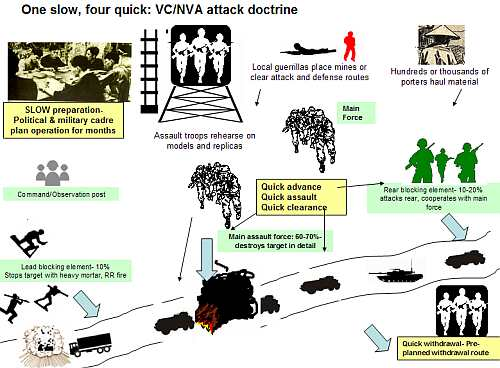
Schema della tattica offensiva dei viet cong di "una parte lenta e quattro parti veloci".

Per raggiungere il successo locale i viet cong, sfruttando il buio della notte e la sorpresa, concentravano forze numericamente superiori nella zona dell'attacco; era richiesto dalle tattiche viet cong che i guerriglieri disponessero localmente di una superiorità numerica di almeno 5 a 1; un battaglione di 500 uomini che avrebbe dovuto attaccare 100-200 soldati nemici. L'attacco veniva sferrato alla distanza più ravvicinata possibile, con assalti improvvisi in massa di fanteria con la tattica delle ondate umane successive cercando di travolgere con la forza del numero le posizioni avversarie. In questa fase i viet cong era disposti a subire forti perdite pur di raggiungere l'obiettivo. Gli statunitensi consideravano la tattica dell'onda umana un segno del fanatismo ideologico dei guerriglieri e del disprezzo per la vita umana dei loro capi, ma in realtà i viet cong prestavano grande attenzione a pianificare accuratamente le operazioni, ad ottenere precise informazioni ed a minimizzare le perdite.
Dal punto di vista teorico il metodo di combattimento dei viet cong consisteva in "una parte lenta e quattro parti veloci". La prima fase dell'operazione, la "parte lenta", era caratterizzata dalla dettagliata e accurata raccolta di informazioni sul nemico, le sue difese e le sue posizioni, fornite dagli elementi irregolari del movimento di resistenza presenti in tutti i villaggi. Venivano effettuate numerose ricognizioni sul terreno e si eseguivano esercitazioni teoriche preliminari su modellini dell'obiettivo dell'attacco; infine prima dell'assalto i viet cong si addestravano, controllavano il terreno e organizzavano postazioni avanzate per armi e cibo. Dopo questa parte lenta seguivano le "quattro parti veloci" che invece si succedevano con la massima rapidità. Inizialmente c'era il trasferimento effettuato in piccoli gruppi separati dalle basi di partenza fino all'area dell'obiettivo. Dopo il concentramento dei reparti viet cong, che avveniva solo nell'imminenza dell'azione per evitare l'individuazione da parte nemica, la seconda parte veloce era l'attacco all'obiettivo, effettuato rapidamente e brutalmente. Nella terza parte veloce i viet cong abbandonavano velocemente il terreno del combattimento e soprattutto recuperavano le armi sottratte al nemico e portavano in salvo i feriti e i corpi dei loro caduti cercando di non lasciare nulla al nemico. La quarta parte veloce, infine, consisteva nella ritirata vera e propria che veniva predisposta dettagliatamente fin dalla fase di pianificazione e che, per avere successo, richiedeva disciplina e perfetta conoscenza del terreno e dello schieramento avversario.

## Dirigenti principali del Fronte di liberazione e delle Forze armate popolari di liberazione

### Comandanti militari
| No. | Nome (tra parentesi l'eventuale "nome in codice") | Immagine | Periodo dell'incarico | altri incarichi assunti                                                                                                |
| --- | ------------------------------------------------- | -------- | --------------------- | --- |
| 1   | Trần Văn Quang (Bảy Tiến)                         |          | 1961–1963             | Comandante e commissario politico della zona militare Tri - Thien (1966-1973)                                          |
| 2   | Trần Văn Trà (Tư Chi)                             |          | 1963–1967             | Vice Segretario del Comitato militare, vice comandante regionale (1968-1972)                                           |
| 3   | Hoàng Văn Thái (Mười Khang)                       |          | 1967–1973             | Vice Segretario del Comitato militare (1967-1973), comandante e commissario politico della zona militare 5 (1966-1967) |
| 4   | Trần Văn Trà (Tư Chi)                             |          | 1973–1975             | Vice Segretario del Comitato militare, vice comandante regionale (1968-1972)                                           |

### Commissari politici
Con la risoluzione politica del gennaio 1961 da parte della Commissione generale militare del Vietnam del Nord, questa posizione era denominata ufficialmente "segretario della Commissione regionale militare" con responsabilità di comando diretta sui campi di battaglia del Vietnam del Sud; dal 1964 l'area di operazioni era denominato in codice "settore B2",
| No. | Nome (tra parentesi l'eventuale "nome in codice") | Immagine | Periodo dell'incarico | altri incarichi assunti |
| --- | ------------------------------------------------- | -------- | --------------------- | --- |
| 1   | Phạm Thái Bường (Ba Bường)                        |          | 1961–1962             | Segretario del Comitato del Partito numero 9 (1969 al 1974), membro dell'Ufficio centrale permanente per il Vietnam del Sud (1965-1974)                                            |
| 2   | Trần Nam Trung (Hai Hậu)                          |          | 1962–1964             | Commissario alla Difesa del Fronte Nazionale di liberazione (1961-1976), Ministro della Difesa nel Governo rivoluzionario provvisorio della Repubblica del Sud Vietnam (1969-1976) |
| 3   | Nguyễn Chí Thanh (Sáu Di)                         |          | 1964–1967             | Segretario dell'Ufficio centrale per il Vietnam del Sud (1964-1967) |
| 4   | Phạm Hùng (Hai Hùng)                              |          | 1967–1975             | Segretario dell'Ufficio centrale per il Vietnam del Sud (1967-1975) |

### Capi di stato maggiore
| No. | Nome (tra parentesi l'eventuale "nome in codice") | Immagine | Periodo dell'incarico | altri incarichi assunti                                                                             |
| --- | ------------------------------------------------- | -------- | --------------------- | --------------------------------------------------------------------------------------------------- |
| 2   | Lê Đức Anh (Sáu Nam)                              |          | 1964–1969             | Vice comandante regionale (1964-1969 e 1974-1975); comandante della zona militare 9 (1969-1974)     |
| 3   | Nguyễn Minh Châu (Năm Ngà)                        |          | 1969–1970             | Comandante militare Zona 6 (dal 1963 a 1969), vice responsabile regionale del personale (1970-1974) |
| 4   | Hoàng Cầm (Năm Thạch)                             |          | 1970–1974             | Comandante della scuola militare 9                                                                  |
| 5   | Nguyễn Minh Châu (Năm Ngà)                        |          | 1974–1975             | Comandante militare Zona 6 (dal 1963 a 1969), vice responsabile regionale del personale (1970-1974) |

### Altri dirigenti importanti
| No. | Nome (tra parentesi l'eventuale "nome in codice") | Immagine | Incarichi |
| --- | ------------------------------------------------- | -------- | --- |
| 1   | Nguyễn Thị Định (Ba Định)                         |          | Vice comandante regionale (1965–1975)                                                                                             |
| 2   | Trần Độ (Chín Vinh)                               |          | Vice commissario politico regionale (1965–1974)                                                                                   |
| 3   | Nguyễn Hữu Xuyến (Tám Kiến Quốc)                  |          | Vice comandante regionale (1965–1974)                                                                                             |
| 4   | Lê Trọng Tấn (Ba Long)                            |          | Vice comandante regionale (1965–1971)                                                                                             |
| 5   | Đồng Văn Cống (Bảy Cống)                          |          | Comandante della zona militare 3 (1964-1968), vice comandante regionale (1965-1972), comandante della zona militare 1 (1972-1975) |
| 6   | Trần Quý Hai                                      |          | Comandante settore B5 (1968, 1971-1972)                                                                                           |
| 6   | Lê Quang Đạo                                      |          | Commissario settore B5 |
| 7   | Chu Huy Mân                                       |          | Comandante zona militare 5 (1967–1975)                                                                                            |